# John Gotti jr.

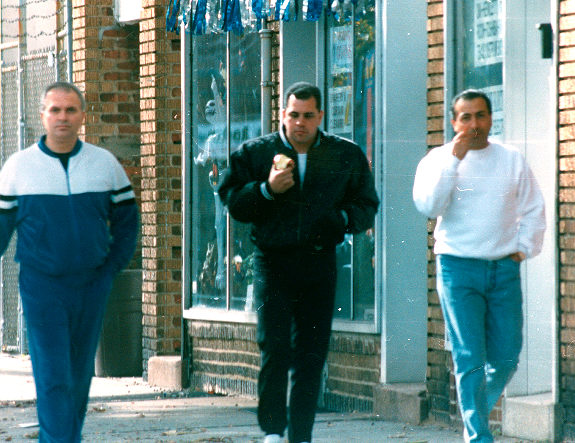
John Gotti jr. (midden)

John Angelo Gotti (Queens, New York, 14 februari 1964) is een Amerikaans gangster. Van 1992 tot 1996 en van 1997 tot 1999 was hij leider van de familie Gambino.
John Angelo Gotti is een zoon van de Amerikaanse misdadiger John Gotti (1940-2002).

## Leven
Volgens de federale aanklagers werd Gotti in 1988 opgenomen in de misdaadfamilie Gambino. Hij werd in 1990 benoemd als caporegime (kapitein) en wordt beschouwd als de jongste capo in de geschiedenis van de familie Gambino.
In april 1992 kreeg zijn vader, John Gotti, een levenslange gevangenisstraf voor afpersing en aanverwante misdrijven. Aanklagers zeggen dat hij zijn zoon tot hoofd van familieoperaties heeft gemaakt met een comité van kapiteins om hem bij te staan. Als familielid was hij een van de weinige mensen die zijn vader mocht bezoeken en Gotti zou zijn vaders orders aan de organisatie hebben doorgegeven vanuit de gevangenis.In 1998 werd Gotti aangeklaagd onder RICO en beschuldigde hij ervan dat hij niet alleen de waarnemend baas van de familie Gambino was, maar miljoenen dollars ontving van verschillende Gambinorackets. Veel van de aanklachten hadden betrekking op pogingen om geld af te persen van de eigenaren en medewerkers van Scores, een luxe stripclub in Manhattan. Volgens de aanklacht hadden de Gambino's de eigenaars van Scores gedwongen om gedurende een periode van zes jaar $1 miljoen te betalen om in het bedrijf te blijven, met Gotti's aandeel in het totaal van $100.000. Naast de lijsten die tijdens de inval in 1997 in beslag zijn genomen, hebben officieren van justitie transcripties van gevangenisgesprekken ontvangen waarin hij advies kreeg van zijn vader over het runnen van het gezin. Geconfronteerd met overweldigend bewijsmateriaal, pleitte Gotti schuldig aan een gereduceerde aanklacht voor woekeren, bookmaking, afpersing en gaf getuigenisinformatie tegen andere gangsters zoals John Alite. Hij werd in 1999 tot 77 maanden gevangenisstraf (6,4 jaar) veroordeeld en werd begin 2001 vrijgelaten. Gotti werd in 2002 schuldig bevonden aan andere aanklachten en opnieuw veroordeeld. Federale aanklagers zeggen dat zijn oom, Peter Gotti, hoofd werd van de familie Gambino nadat zijn neef naar de gevangenis was gestuurd. In een interview op 27 februari 2015 met The Daily News ontkende Gotti het label als een verklikker. Hij beweerde dat hij de FBI informatie gaf, maar het was onjuiste informatie en er kwamen geen aanklachten uit de informatie die hij aan agenten gaf.